# Mont Pietri
Le mont Pietri est une montagne des îles Kerguelen située au centre de la presqu'île de la Société de géographie dont elle est le deuxième plus haut sommet avec 941 m d'altitude.

## Géographie
Deuxième sommet le plus élevé de la presqu'île de la Société de géographie (après le mont Richards à 1 081 m), le mont Pietri est situé au centre de celle-ci et domine à l'est la baie du Français et à l'ouest la baie Laissez-Porter. L'eau de fonte des neiges du mont alimente le lac Virgule présent au pied de son flanc nord-est et occupe toute la dépression.
D'un point de vue géologique, le mont est, comme la plus grande partie de la presqu'île, de nature volcano-plutonique composé de différents types de roches volcaniques.

## Toponymie
Le mont Pietri a été officiellement dénommé en 1931 en hommage au ministre français de la Marine de 1926 à 1936, François Piétri, lors du passage aux Kerguelen du navire de la Marine nationale, L'Antarès, qui en fait le relevé et le reporte sur sa carte hydrographique de 1937.